# باري ديلر
باري ديلر (بالإنجليزية: Barry Diller) هو رائد أعمال ومنتج أفلام أمريكي، ولد في 2 فبراير 1942 في سان فرانسيسكو في الولايات المتحدة.

## وصلات خارجية
- باري ديلر على موقع IMDb (الإنجليزية)
- باري ديلر على موقع الموسوعة البريطانية (الإنجليزية)
- باري ديلر على موقع بوكس أوفيس موجو (الإنجليزية)
- باري ديلر على موقع إن إن دي بي (الإنجليزية)
- باري ديلر على موقع قاعدة بيانات الفيلم (الإنجليزية)